# GOLDEN☆BEST 田村直美
『GOLDEN☆BEST 田村直美』（ゴールデン・ベスト たむらなおみ）は、日本の女性ロック歌手・田村直美の2枚目のベストアルバムである。2004年9月8日発売。品番はUPCY-6020。ASIN B0002J5428

## 概要
3作目から12作目のシングルを一つにまとめたもので、アルバムからカットされた曲も初収録された。2012年12月5日にLimited Editionとして再発売された。

## 収録曲
全曲とも、作詞：田村直美 / 作曲：田村直美、石川寛門
1. 永遠の一秒
編曲：ジョーイ・カーボーン・鷹羽仁
3作目のシングル。三貴商事「銀座ジュエリー・マキ・カメリアダイヤモンド」コマーシャル・ソング。
2. 真夏の雨
編曲：ジョーイ・カーボーン・鷹羽仁
3作目のシングルのB面。
3. ゆずれない願い
編曲：鷹羽仁、井上龍仁
4作目のシングル。よみうりテレビ、日本テレビ系アニメ『魔法騎士レイアース』（第1期）のオープニングテーマ。
4. あの日の二人はもういない
編曲：鷹羽仁、井上龍仁
4作目のシングルのB面。テレビ東京系『住宅バラエティー 我が家・大作戦!』のエンディングテーマ。
5. STAIRWAY
編曲：鷹羽仁、井上龍仁
5作目のシングル。日本テレビ系スポーツ番組『スポーツうるぐす』エンディング・テーマ。
6. 千の祈り
編曲：鷹羽仁、井上龍仁
5作目のシングルのB面。日本テレビ系バラエティー番組『TVおじゃマンボウ』エンディング・テーマ。
7. 地上に舞い降りた天使達
編曲：井上龍仁、鷹羽仁
6作目のシングル。テレビ朝日系バラエティー番組『さんまのナンでもダービー』エンディング・テーマ。
8. Let the spirit move you
編曲：井上龍仁、[鷹羽仁
6作目のシングルのB面。
9. Us 〜空と大地の間で〜
編曲：井上龍仁、鷹羽仁、須貝幸生
7作目のシングル。三貴商事「銀座ジュエリー・マキ・カメリアダイヤモンド」コマーシャル・ソング。
10. Touch me
編曲：井上龍仁、鷹羽仁、須貝幸生
8作目のシングル。
11. 光と影を抱きしめたまま
編曲：井上龍仁、鷹羽仁
9作目のシングル。よみうりテレビ、日本テレビ系アニメ『魔法騎士レイアース』（第2期）のオープニングテーマ。
12. HUMAN LIFE
編曲：井上龍仁、鷹羽仁
9作目のシングルのB面。
13. BLOOD, SWEAT & GUTS
編曲：井上龍仁、鷹羽仁
10作目のシングル。「代々木ゼミナール」コマーシャル・ソング。
14. YES, I FEEL FINE 〜'96 次の夏は猛暑かそれとも〜
編曲：井上龍仁、FENCE OF DEFENSE
10作目のシングルのB面。
15. Calebration 〜しあわせいつも降り続きますように〜
編曲：井上龍仁、鷹羽仁
11作目のシングルのB面。日本アジア航空のコマーシャルソング。
16. Thanks a million
編曲：井上龍仁、鷹羽仁
12作目のシングル。TBS系料理番組『チューボーですよ!』エンディング・テーマ。

## レコーディング参加
- 北島健二（FENCE OF DEFENSE） - ギター
- 神長弘一 - ギター
- 弥吉淳二 - ギター
- 坂井紀雄 - ベース
- 美久月千晴 - ベース
- 渡嘉敷祐一 - ドラム
- 河村智康 - ドラム
- 鷹羽仁 - キーボード
- Tim Jensen - コーラス